# Pseudocarum clematidifolium
Pseudocarum clematidifolium är en flockblommig växtart som beskrevs av C.Norman. Pseudocarum clematidifolium ingår i släktet Pseudocarum och familjen flockblommiga växter. Inga underarter finns listade i Catalogue of Life.